# 和泉市立和泉中学校
和泉市立和泉中学校（いずみしりつ いずみ ちゅうがっこう）は、大阪府和泉市にある公立中学校。
学制改革と同時の1947年に、当時の泉北郡和泉町に開設された。和泉府中駅周辺を校区としている。

## 沿革
- 1947年4月1日 - 和泉町立和泉中学校として開校。和泉町立国府小学校に併設。
- 1951年 - 泉北郡和泉町府中115番地（現在地・当時の住所表示）に移転。
- 1952年 - 学校施設優良として、文部省から表彰を受ける。
- 1956年9月1日 - 和泉町など7町村合併で和泉市が発足したことに伴い、和泉市立和泉中学校に改称。
- 1962年 - 学校火災により木造校舎を焼失。
- 1973年4月1日 - 従来の校区の一部を、新設の和泉市立郷荘中学校の校区へ分離。
- 1976年4月1日 - 従来の校区の一部を、新設の和泉市立富秋中学校の校区へ分離。
- 2011年 - 4棟完成。

## 通学区域
- 和泉市立国府小学校、和泉市立伯太小学校、和泉市立黒鳥小学校の通学区域。

和泉市 府中町、肥子町、井ノ口町、繁和町、和気町2丁目（一部）、伯太町（都市計画道路池上下宮線以南）、黒鳥町（一部を除く）、山荘町。
- 泉大津市との行政協定により、泉大津市東豊中町3丁目（泉大津市立誠風中学校校区）からの就学も可能となっている。

## 交通
- 阪和線 和泉府中駅 北東へ約650m。
- 南海バス 和泉中学校前バス停。

## 著名な出身者
- 京口紘人（プロボクサー）
- 村上親康 (小説家、フリーライター[文藝春秋、講談社など])